# География на Англия
Англия заема южните две трети от остров Великобритания. На север граничи с Шотландия, а на запад с Уелс, също части на Обединеното кралство. Останалите граници са морски – със Северно море, Ирландско море, Атлантическия океан и Ла Манш. Англия е най-близо до континентална Европа от другите части на кралството, като разстоянието до Франция при Ла Манша е само 33 km. Построеният през 1994 г. тунел под Ла Манша с дължина 50 km  започва близо до Фолкстоун и свързва Англия директно с континента, като границата минава по средата на тунела.

## Релеф
Голяма част от територията на Англия е заета равнинни и хълмисти местности. По-високите планини са разположени в северната и северозападната ѝ част.

### Северна Англия
На север, по границата с Шотландия, от югозапад на североизток се простира възвишението Чевиот Хилс (вр. Те Чевиот 816 m). Южно от долината на река Саут Тайн (дясна съставяща на Тайн) се простира най-дългата планинска верига на Англия – Пенинските планини. Те се поделят на три части от дълбоки разломни долини. Северните Пенински планини се простират между долините не реките Саут Тайн на север, Тис на юг и Идън на запад. Изградени са от карбонски варовици. Максимална височина връх Крос Фел (893 m). Южно от долината на река Тис са разположени Средните Пенински планини, варечени още Йоршър Дейлс. Изградени са от варовици и са заети от обширни мачурища и торфища. Максимална височина връх Уернсайд 736 m. Южно от река Ер се простират Южните Пенински планини, които са най-ниски – връх Киндер Скаут 636 m. Западно от долината на река Идън се издигат най-високите планини на Англия Къмбърландските с връх Скофел 978 m. Тук е разположено и най-голямото естествено езеро в Англия – Уиндърмиър. Целият този район попада в т.нар. Езерен район на английски: Lake District. Източно от Пенинските планини е възвишението Норт Йорк Мурс, достигащо на изток до бреговете на Северно море, с максимална височина връх Бъртън Хед 454 m. Между долината на река Деруент на север и запад, Северно море на изток и устуара Хамбър на юг е разположено възвишението Йоркшър Уолдс (246 m), а южно от естуара – възвишението Линкълншър Уолдс (167 m).

### Средна Англия
Средна Англия (на английски: Midlands) е с преобладаващ равнинен релеф с няколко отделни хълмове: Търнърс, на запад са Шропшър Хилс (546 m), Лонг Минд, Кли и Стиперстонс, разположени близо до границата с Уелс. На юг, на границата с Уелс е възвишението Блек с височина над 700 m, най-високата точка на Херефордшър. На територията на Мидлендс са разположени още няколко ниски възвишения: Канок Чейс в Стафордшър, Чарнууд Форест (221 m) в Лестършър. В крайната югозападна част на Мидлендс от югозапад на североизток на протежение от около 100 km се простира възвишението Котсуолд Хилс (вр. Клив 330 m), от което води началото си река Темза.

### Югоизточна Англия
Югоизточна Англия има предимно равнинен релеф. Тук са разположени четири ниски възвишения. На север е възвишението Чилтърн Хилс (вр. Хадингтън 260 m). Южно от него се простира обширния и плокък Лондонски басейн, който от юг се огражда от възвишението Норт Даунс (267 m), завършващо на изток до протока Па дьо Кале. На юг, покрай брега на протока Ла Манш се издига възвишението Саут Даунс (271 m), завършващо на изток със скалите Бичи Хед и Севън Систерс. Западните части на възвишенията Норт Даунс и Саут Даунс се съединяват във възвишението Норт Уесекс Даунс (вр. Уолбъри 297 m).

### Югозападна Англия
Южно от градовете Бристъл и Бат са разположени хълмовете Мендип Хилс (вр. Блек Даун 325 m). На юг покрай бреговете на Ла Манш са групата хълмове Пърбек Хилс, Кванток Хилс (384 m), Дорсет Даунс, Солсбъри Плейн и Кранбърн Чейс. На полуостров Корнуол се намират три възвишения. На север, покрай южния бряг на Бристолския залив се издига възвишението Ексмур (519 m). Южно от него се простира заетото от торфища, мочурища, тресавища и блата възвишение Дартмур Форест (621 m). Още по̀ на югозапад е възвишението Бодминмур (вр. Браун Уили 420 m).

## Климат
Англия има умерен климат с много валежи. Температурата е различна през сезоните, но рядко пада под −5 °C (23 °F) или надвишава 30 °C (86 °F). Преобладават ветровете от югозапад (Атлантически океан), които осигуряват мек и влажен климат.

## Население
Населението на Англия е над 83% от общото население на Обединеното кралство. Главен град на Англия е Лондон, най-големият град на Британските острови и столица на Обединеното кралство.